# Ahmed Reda Houhou
Ahmed Reda Houhou (أحمد رضا حوحو ; né en 1910 et mort en 1956) est un écrivain algérien. C'est le premier écrivain algérien à avoir fait paraître un roman en langue arabe, en 1947.

## Biographie
Ahmed Reda Houhou est né en 1910 à Sidi Okba, une ville proche de Biskra, dans une famille aisée. Il reçoit une double formation intellectuelle, il fréquente d'abord l'école coranique, avant d'entrer à l'école française de Skikda où il obtient son certificat d'études, diplôme qui lui ouvre la voie de l'administration des Postes.
En 1934, sa famille part pour Médine en Arabie saoudite, à la suite d'un conflit entre son père et le bachaga de la région. En Arabie saoudite, il entame ses études à l’École des sciences légales de Médine, il y obtient les diplômes nécessaires pour y exercer les fonctions d’enseignant. Il participe alors à la rédaction de plusieurs journaux locaux, où il écrit des articles, des essais sur les littératures arabes et françaises et plusieurs nouvelles, renouvelant ainsi le genre narratif arabe.
En 1940, il part pour La Mecque, où il prend le métier de postier. Il écrit plusieurs articles critiques, dont le plus célèbre demeure « La littérature arabe va-t-elle à l’extinction ? ». En Arabie saoudite, sa popularité est telle qu'on le surnomme rapidement « le pionnier du récit en Arabie. »
Mais il décide de revenir en Algérie, au lendemain du massacre de Sétif du 8 mai 1945. Il s'établit à Constantine, où le cheikh El-Ibrahimi, membre de l'Association des oulémas lui demande de rejoindre l'association. Les Oulémas l'investissent des fonctions de directeur d'une école primaire d'éducation religieuse.
Houhou s'illustre en sortant le premier roman algérien en langue arabe, en 1947. Il écrit plusieurs articles pour deux journaux algériens de l'époque, El Bassaïr et Echou'la. Sur le modèle de Tawfiq al-Hakim, il se livre à une critique de la société algérienne, la politique, la religion et le statut de la femme. 
En 1949, il fonde la troupe théâtrale El Mazher constantinois, avec laquelle il monte plusieurs pièces qui connaissent un grand succès. 
Il y recrée plusieurs œuvres classiques occidentales en arabe classique ou usuel, comme Anbaça d’après le Ruy Blas de Victor Hugo, Si Achour inspiré du Topaze de Marcel Pagnol, etc.
Il est assassiné le 29 mars 1956 à Constantine par La Main rouge après avoir été arrêté et torturé une première fois au début de 1956 par les militaires français.

## Œuvres
- Maa himar Tewfiq El Hakim, (Avec l'âne de Tewfiq El Hakim)
- Ghadat oum el qora, (La Belle de la Mecque)
- Sahibat el ouahy, (La Femme inspirée)
- Namadhidj bacharia, (Spécimens humains)